# Algeriskt broderi
Algeriskt broderi, kännetecknas av sina blomstermotiv, sicksackbårder och geometriska mönster. Det används huvudsakligen på kläder med förekommer också på hemtextilier. Bottentyget är vanligen bomull, linnelärft eller stramalj. Det broderas med silke i klara färger och silvertråd med olika sömmar